# Tam Tam Go!
Tam Tam Go! es un grupo de música español originario de Badajoz (Extremadura), que nació en el año 1987 como consecuencia de la disolución del grupo Daké (Reinerio Hevia, Nacho Lles, Javier Ortiz, Javier Campillo y Rafa Callejo). Tam Tam Go! estaba formado originalmente por Javier Ortiz, Rafa F. Callejo (1957-2022) y los hermanos Nacho (1960-) y Javier Campillo.

## Historia
Nacho, Javier y Rafa eran viejos amigos del mundo musical de Badajoz en los años 70, pero es en Madrid donde vuelven a conectar formando bandas de la movida madrileña como RH+ (Javier Vargas) y Daké (Reinerio Hevia) que servirán como nexo de unión para Tam Tam Go!
Nacho y Javier vivían entre Badajoz y Londres, donde se influenciaron por los sonidos anglosajones que impregnaron, principalmente, la primera etapa del grupo reflejada en una mayoría de letras cantadas en inglés.
En 1987, tuvieron la gran suerte de poder conocer a un músico londinense, Jon Knox, un multinstrumentista, arreglista, productor, pero principalmente batería de rock, que puso una inversión de aproximadamente 10 000 libras esterlinas (una cantidad enorme entonces para grabar una maqueta) para grabar cinco de las canciones del primer disco, llamado Spanish Shuffle (1988), en los estudios Cuarzo en Madrid. Los temas eran los siguientes:
- «I Come For You»
- «Lawrence´s Hearts Is Weak»
- «Norma Jean»
- «Spanish Shuffle»
- «Secret Lover»

Este disco fue grabado en inglés, incluida la canción "Lawrence´s Hearts Is Weak" que fue posteriormente reeditada en castellano como Manuel Raquel, con letra del cineasta Ricardo Franco, siendo uno de los sencillos más reconocidos del grupo.
Un año más tarde el grupo sacó al mercado su segundo trabajo, Spanish Romance, en el que mezclaban temas en castellano e inglés.
En 1990 publicaron Espaldas mojadas, con el que se dan a conocer masivamente entre el público español. Se trata de su primer disco publicado casi íntegramente en castellano, tras comprobar en trabajos anteriores que las canciones que más éxito tenían eran precisamente las que interpretaban en este idioma.
Tras su sonoro éxito, decidieron separarse para darse un respiro. No estaban preparados aún para asimilar el éxito y la presión que ello conlleva.
El grupo inicialmente formado por Javier Ortiz, Rafael F. Callejo, Javier y Nacho Campillo, cambia su formación a partir de 1988 y hasta 1994, con Rafa Callejo, Javier y Nacho Campillo, fecha oficial de separación tras la edición y publicación de Vida y Color en 1992 y una intensa gira por toda España.
Tras unos años en los que los componentes del grupo hicieron distintos trabajos en solitario y colaboraciones con otros artistas, en 1999 reaparecen con dos de sus componentes originales (Javier y Nacho Campillo) para publicar el disco Nubes y claros en la discográfica Virgin Records, en el que se incluía la canción Atrapados en la red, que fue muy escuchada en todas las emisoras de radio y devolvió a Tam Tam Go! el protagonismo perdido.
Dos años después, en 2001, editaron bajo el mismo sello su primer álbum de grandes éxitos, titulado Miscelánea. 
Al margen de Tam Tam Go!, Nacho Campillo continuaba colaborando con artistas tan diversos como Noa, Nacho Cano, Los Secretos, Niccoló Fabi, Los Panchos o Armando Manzanero. 
En 2003, Nacho montó un estudio de grabación profesional en Madrid y crea su propio sello discográfico independiente, El Sonado, con el que pretende lanzar sus trabajos en solitario así como apadrinar a artistas de su interés. Cómo pica el sol, su segundo álbum en solitario, es el primer lanzamiento de éste recién nacido proyecto.
Mientras tanto, Javier Campillo se dedicaba a la producción de artistas como Miguel Dantart o El Hombre Gancho. En paralelo, siguió experimentando musicalmente como parte integrante de un proyecto destinado al mercado independiente, el grupo de pop electrónico Building Fourteen.
El resto de componentes iniciales siguieron caminos muy distintos, Javier Ortiz como Doctor en Psiquiatría, Rafael Fernández Callejo como farmacéutico y profesor del ámbito sanitario, si bien mantienen conexión con el mundo musical a través de actividades y conciertos esporádicos.
En 2006 Tam Tam Go! firmó un contrato discográfico con DRO Atlantic. El 27 de febrero de 2007 salió a la venta Euphoria, que supuso el regreso de la banda tras seis años sin lanzar material inédito. Su primer sencillo fue El móvil de Lucifer. En 2008 hicieron giras por España.
En 2009 sacaron su nuevo disco, Bolero Incendiado, que salió a la venta el 3 de noviembre. El disco, con 14 canciones, se grabó en directo el 20 de septiembre de 2008, y en él colaboraron artistas como los ya desaparecidos Antonio Vega y Bimba Bosé, además de Xoel López o José Miguel Carmona, de Ketama. Como buenos extremeños, lo grabaron en el marco incomparable del Teatro Romano de Mérida.
El 16 de agosto de 2022 falleció su componente Rafa Fernández Callejo con 65 años por coronavirus.

## Discografía
Hasta la fecha, Tam Tam Go! ha publicado los siguientes álbumes de estudio:
- Spanish Shuffle (Twins, 1988)
- Spanish Romance (EMI, 1989)
- Espaldas Mojadas (EMI, 1990)
- Vida y Color (EMI, 1992)
- Nubes y Claros (Virgin, 1999)
- Miscelánea (Virgin, 2001)
- Cruzando el río (EMI/Virgin, 2006)
- Euphoria (DRO, 2007)
- Volando sobre un tacón (Stay Alive, 2019)